# Viktor Tauš
Viktor Tauš, né le 3 décembre 1973 à Prague, est un réalisateur de cinéma et de publicité, scénariste et producteur tchèque.

## Biographie
Après l'école primaire, Viktor Tauš est diplômé de la Střední průmyslová škola sdělovací techniky (ce) (École secondaire de technologie de la communication) de Prague. En 1992, il commence à étudier le cinéma documentaire à la FAMU de Prague. Vers 1996, il devient dépendant à l'héroïne, cesse de remplir ses obligations d'études et doit quitter la FAMU. Il guérit de sa toxicomanie après avoir suivi un traitement professionnel. Il réfléchit à ses expériences dans le film semi-autobiographique Kanárek en 1999, dans lequel il joue le rôle principal et pour lequel Alois Fišárek (cs) remporte le Lion tchèque du meilleur montage.
Son premier film en tant que réalisateur est Sněženky a machři po 25 letě (ce) en 2008. Son troisième long métrage est Klauni (2013 ; réalisation, production). En plus de travailler sur des films, il exerce aussi comme directeur de publicité de 2004 à 2011 et est le créateur de plus de 70 publicités (y compris pour des clients majeurs tels que General Electric, Nescafé, Renault, Vodafone, Wüstenrot...) ou des clips musicaux (JAR, Vladimír Mišík (cs), Milan Hlavsa (cs)). En tant que producteur, il participe aux films Dům (réalisé par Zuzana Liová), Líbánky (réalisé par Jan Hřebejk) et Rudý kapitán (cs) (réalisé par Michal Kollár). En 2019, il remporte le Lion tchèque pour la mini-série Vodník, et un an plus tard, il devient le lauréat du prix Progressive Killer, décerné par le festival Serial Killer (cs) pour une personnalité progressiste dans la production télévisuelle avec sa propre vision et sa portée paneuropéenne. En 2024, il termine le film Amerikánka (cs), inspiré de la pièce de théâtre du même nom. 

## Filmographie

### Directeur
- 1995 : Eleanor Rigby z Malé Strany , film étudiant
- 1999 : Kanárek
- 2008 : Sněženky a machři po 25 letech
- 2013 : Klauni
- 2016 : Modré stíny, mini-série télévisée
- 2019 : Vodník, mini-série télévisée
- 2020 : Zrádci, mini-série télévisée
- 2024 : Amerikánka (cs)

### Scénariste
- 1995 : Eleanor Rigby z Malé Strany
- 1999 : Kanárek
- 2007 : Poslední plavky

### Producteur
- 1999 : Kanárek
- 2008 : Poslední plavky
- 2011 : Dům
- 2013 : Líbánky
- 2013 : Láska, soudruhu
- 2013 : Klauni
- 2016 : Rudý kapitán
- 2017 : Zahradnictví : Rodinný přítel
- 2017 : Zahradnictví : Nápadník
- 2017 : Zahradnictví : Dezertér
- 2018 : Chvilky
- 2024 : Amerikánka